# Ross Thomson
Ross Thomson (sinh ngày 21 tháng 9 năm 1987) là một cựu chính khách Đảng Bảo thủ người Scotland từng là Nghị sĩ Quốc hội (MP) cho Aberdeen South từ tháng 6 năm 2017 đến tháng 11 năm 2019. Thomson là nghị sĩ đảng Bảo thủ đầu tiên được bầu cho Aberdeen South kể từ cuộc tổng tuyển cử năm 1992. Ông là Nghị sĩ Quốc hội Scotland (MSP) cho khu vực Đông Bắc Scotland từ tháng 5 năm 2016 đến tháng 6 năm 2017. Ông được bầu vào Hội đồng Thành phố Aberdeen trong cuộc bầu cử địa phương năm 2012.

## Đầu đời
Thomson sinh ra ở Aberdeen và được giáo dục tại địa phương tại Bridge of Don Academy. Ông theo học Chính trị và Quan hệ Quốc tế tại Đại học Aberdeen, tốt nghiệp với bằng Thạc sĩ (Hons) hạng nhất vào năm 2009.
Trước khi tham gia chính trị, Thomson đã làm công việc huấn luyện cửa hàng cho cửa hàng bách hóa Debenhams.

## Đời tư
Thomson đã tham gia vào kết hợp dân sự với bạn đời của mình vào tháng 11 năm 2013, kéo dài đến năm 2018.
Vào ngày 29 tháng 11 năm 2018, Callum Purdie bị kết án tại Tòa án Cảnh sát trưởng Aberdeen vì đã gây náo loạn tại văn phòng bầu cử của Thomson. Tháng sau, Purdie, người không phải là một trong những cử tri của Thomson, được lệnh phải tránh xa văn phòng của Thomson và nhân viên của ông trong hai năm.

### Các cáo buộc về hành vi sai trái tình dục
Vào ngày 6 tháng 2 năm 2019, các tờ báo khác nhau đưa tin rằng Thomson đã được cảnh sát hộ tống khỏi Strangers' Bar của Hạ viện vào tối hôm trước. Các báo cáo ban đầu chỉ ra rằng cảnh sát đã tham dự sau các báo cáo về vụ tấn công tình dục khách hàng quen của nghị sĩ. Những người chứng kiến khai rằng Thomson đã nhiều lần mò mẫm một số nam thanh niên cũng có mặt trong quán bar, lấy mông và bộ phận sinh dục của họ. Một cuộc điều tra của Đảng Bảo thủ vẫn chưa kết thúc, nhưng Ủy viên Quốc hội về Tiêu chuẩn đã bác bỏ khiếu nại.
Thomson phủ nhận bất kỳ hành vi sai trái nào, viện dẫn các cáo buộc là có động cơ chính trị.
Vào ngày 3 tháng 11 năm 2019, nghị sĩ Paul Sweeney cáo buộc Thomson tấn công tình dục trong quán Strangers' Bar  vào tháng 10 năm 2018. Cùng ngày Thomson tuyên bố rằng ông sẽ không tái ứng cử làm Nghị sĩ cho Aberdeen South, phủ nhận cáo buộc và nói rằng nó đã khiến cuộc sống của ông 'trở thành một địa ngục trần gian'. Sau đó, nổi lên rằng Chủ tịch Hiệp hội Bảo thủ địa phương của Thomson đã từ chối ký giấy đề cử để cho phép ông ứng cử với tư cách là ứng cử viên Đảng Bảo thủ trong cuộc tổng tuyển cử tháng 12 năm 2019.
Vào tháng 10 năm 2020, Ủy viên Quốc hội về Tiêu chuẩn "kết luận rằng hành vi của Thomson không phải là bản chất tình dục và xóa ông về mọi vi phạm chính sách hành vi sai trái của quốc hội".